# Wolodymyr Barwinok

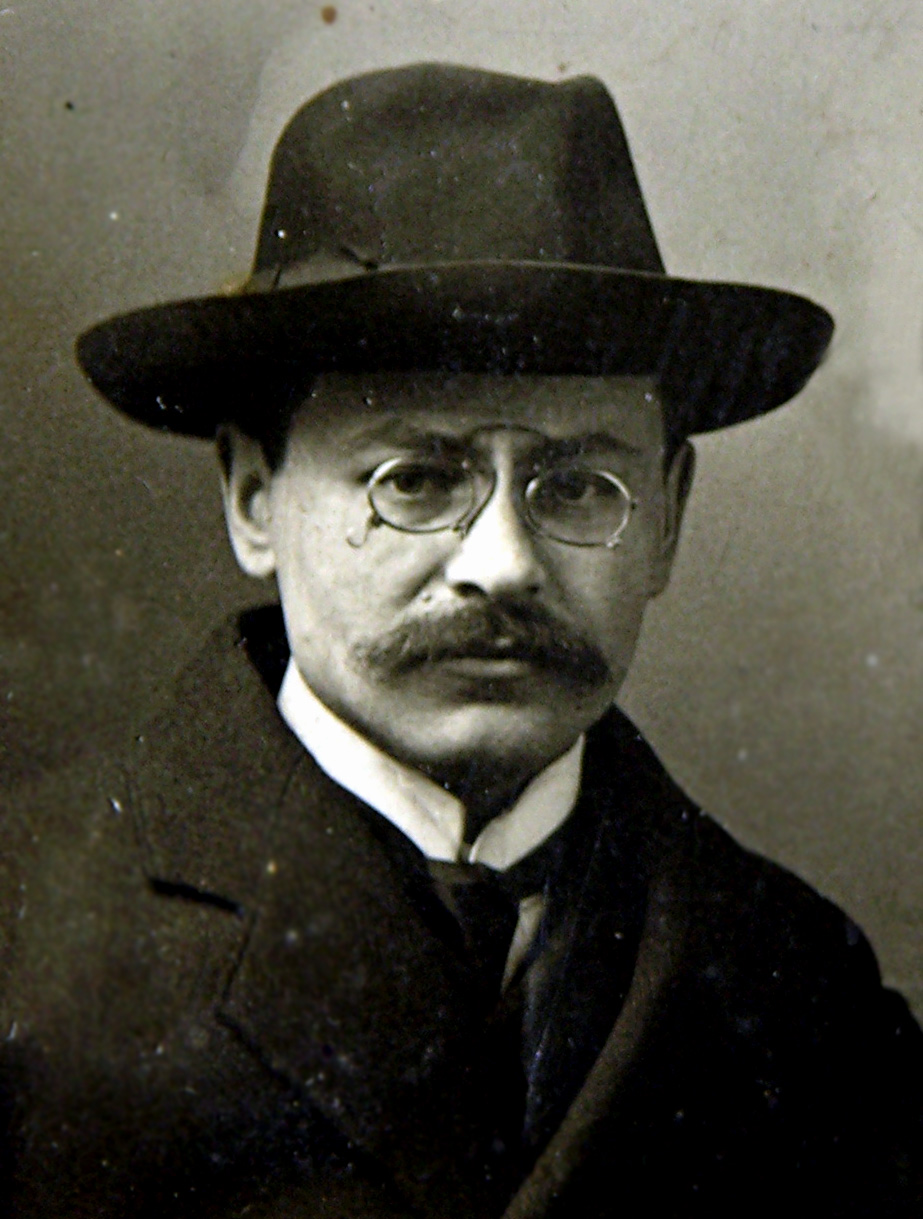
Wolodymyr Barwinok, 1913

Wolodymyr Iwanowytsch Barwinok (ukrainisch Володимир Іванович Барвінок, wiss. Transliteration Volodymyr Ivanovyč Barvinok; geb. 22. Juli 1879 in Ochramijewytschi, Oblast Tschernihiw, Russisches Kaiserreich; gest. 1943 in Kiew, Ukrainische SSR, Sowjetunion) war ein ukrainischer Historiker, Theologe, Bibliograf, Schriftsteller, Archivar, Staatsbeamter der Ukrainischen Volksrepublik, Ehrenbürger der Oblast Tschernihiw, Wissenschaftler an der Ukrainischen Akademie der Wissenschaften und Lehrer für ukrainische Kultur und Geschichte.

## Biografie
Wolodymyr Barwinok wurde 1879 im Landhaus der Familie im Dorf Ochramijewytschi (heute Oblast Tschernihiw, Ukraine) geboren. Im Jahr 1905 machte Barwinok seinen Abschluss an der Kiewer Mohyla-Akademie. Im selben Jahr heiratete er Jewhenija Wolowik, die aus einer Lehrerfamilie aus Uman stammte. Die Familie Barwinok lebte im Kiewer Stadtteil Podil, in der Frunse-Straße 31.
Von 1905 bis 1917 lebte Wolodymyr Barwinok mit seiner Familie in Sankt Petersburg, wo auch sein Sohn Boris geboren wurde. Dort studierte er von 1905 bis 1908 studierte am Archäologischen Institut, von 1908 bis 1911 studierte er Geschichte und Philologie an der Sankt Petersburger Universität. Anschließend erwarb er einen Magistertitel in Theologie. In ihrer Freizeit unternahm die Familie häufig Reisen nach Kiew.
Bis zum Jahr 1917 arbeitete Barwinok in der Zentralverwaltung des Heiligsten regierenden Synods. Gleichzeitig unterrichtete er von 1912 bis 1917 Geschichte an der Sankt Petersburger Realschule von A. I. Gelda. Als er die ersten Nachrichten von der Februarrevolution 1917 erhielt, kehrte Barwinok sofort nach Kiew zurück, wo er sich stark für die Erneuerung der ukrainischen Unabhängigkeit engagierte.
1918 war Wolodymyr Barwinok als Bibliograf und Fachmann für alte Handschriften und Bücher an der Gründung der ukrainischen Nationalbibliothek beteiligt. Von 1918 bis 1919 arbeitete er für den Ukrainischen Staat, später für die Ukrainische Volksrepublik in der Abteilung für Konfessionen, dann für das Ministerium für Konfessionen.
Das Ziel dieser Abteilung als Ganzes und die besondere Verantwortung von Wolodymyr Barwinok bestanden darin, die staatliche Politik gegenüber der Kirche zu regulieren und zu leiten. Das Ministerium forderte von der Kirche eine Ukrainisierung der offiziellen Dokumente und setzte sich für die Unabhängigkeit (Autokephalie) der ukrainisch-orthodoxen Kirche vom Moskauer Patriarchat ein. Die Arbeit des Ministeriums schuf eine freundschaftliche Partnerschaft zwischen dem unabhängigen Staat der Ukraine und der Kirche. Parallel zu seiner Arbeit in den Regierungsinstitutionen der Ukrainischen Nationalrepublik arbeitete Barvinok als Professor für Literatur und ukrainische Kultur an einer technischen Schule in Kiew.

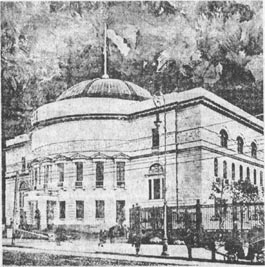
Gebäude der Zentralrada in Kiew, wo Barwinok aktiv am Aufbau des unabhängigen ukrainischen Staates beteiligt war

Als sich die Ukrainische Volksarmee aus Kiew zurückzog und die unabhängige Ukraine fiel, blieb Barwinok im besetzten Kiew und konzentrierte sich auf die wissenschaftliche Arbeit. In der Zeit von 1918 bis 1928 arbeitete er in der historisch-philologischen Abteilung der Ukrainischen Akademie der Wissenschaften. Trotz politischer Repressionen und einer schwierigen finanziellen Situation arbeitete die historisch-philologische Abteilung beharrlich daran, den Gebrauch der ukrainischen Sprache in allen Wissenschaftszweigen zu erweitern. Am 30. September 1924 wurde Barwinok zum Sekretär einer Kommission ernannt, die anlässlich des 350-jährigen Jubiläums der Drucktraditionen in der Ukraine gegründet wurde. Sie unterstand dem größeren Archäologischen Komitee der Ukrainischen Akademie der Wissenschaften unter der Leitung des ersten Präsidenten der Ukraine und bekannten Historikers Mychajlo Hruschewskyj. Das Ziel von Barwinoks Kommission war eine wissenschaftliche Beschreibung der Publikationen auf dem Gebiet der ethnografischen Ukraine im 16. bis 18. Jahrhundert.
Von 1924 bis 1933 arbeitete Barwinok im archäologischen Ausschuss der Ukrainischen Akademie der Wissenschaften. Gleichzeitig arbeitete er für das Ukrainische Wissenschaftliche Institut für Druckerei, wo er das herausragende und umfassende Werk Allgemeiner Überblick über alte Drucke in den Bibliotheken von Kiew veröffentlichte. In der Einleitung kritisiert er die mangelnde Finanzierung der Ukrainischen Akademie der Wissenschaften und hebt die prinzipiellen Unterschiede zwischen alten Drucken aus Kiew und Moskau hervor, beides gefährliche Handlungen zu dieser Zeit. Von 1928 bis 1930 arbeitete er als Sekretär der Sophienkommission der Akademie der Wissenschaften und ihrer Kunstabteilung. Im Jahr 1930 wurde sein Enkel Jurij geboren.

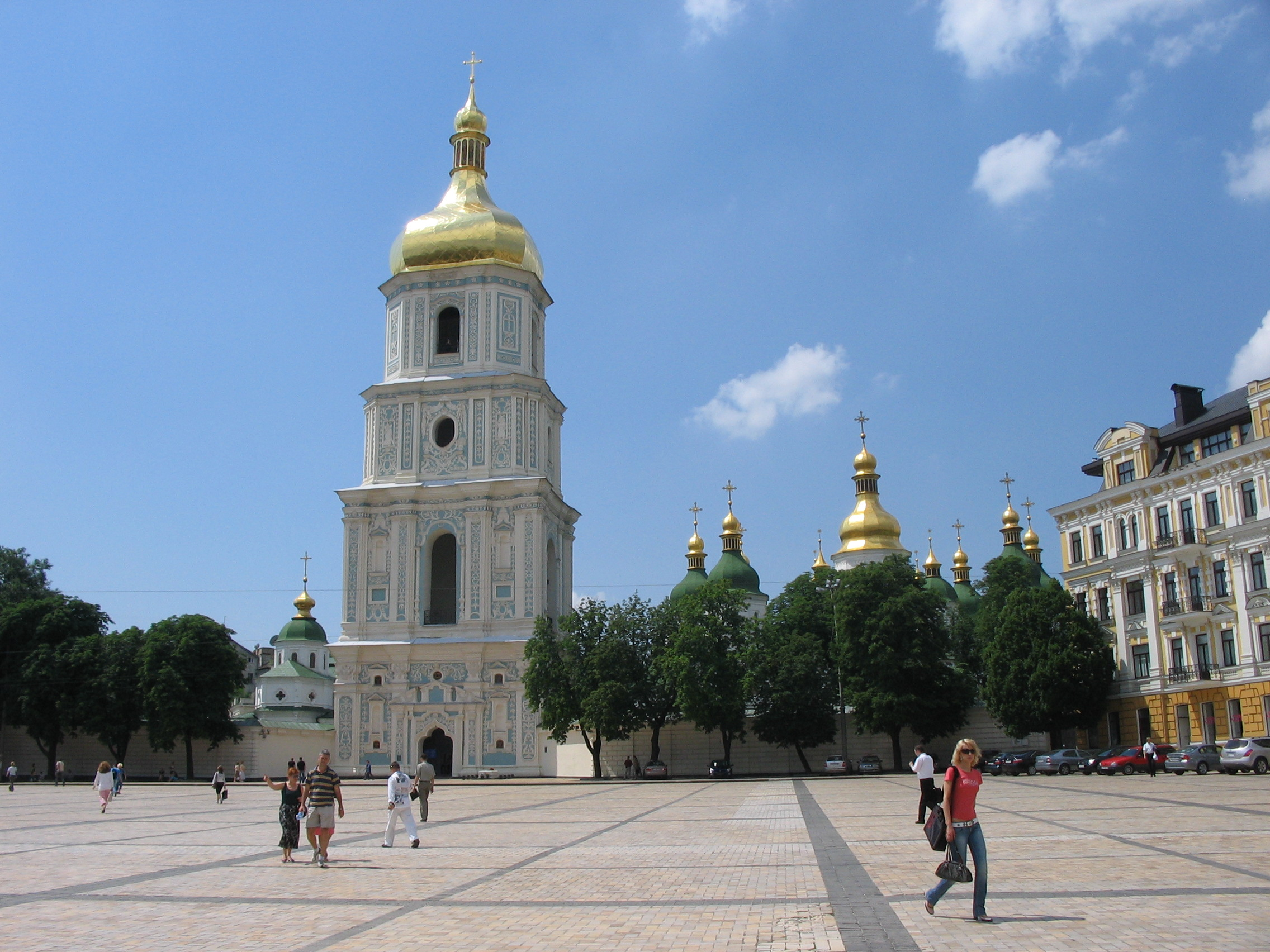
Barwinok war Sekretär einer Kommission, die die Sophienkathedrale vor der Zerstörung rettete

Die Sophien-Kommission hatte das Ziel, die Sophien-Kathedrale in Kiew zu erhalten, die die sowjetischen Behörden ebenso abreißen wollten wie das goldene Kuppelkloster von St. Michael. Die sowjetischen Behörden wollten alle Zeichen des authentischen ukrainischen Kulturerbes auslöschen. Dank der mühsamen Arbeit der Kommission konnte die Sophienkathedrale, das wohl historisch bedeutendste Bauwerk der Ukraine, vor einem tragischen Ende bewahrt werden.
Mitte der 1930er Jahre schenkte Barwinok seine umfangreiche Bibliothek der Kiewer Universität, wo sie den Grundstock für mehrere wissenschaftliche Zweige bildete. In der Zeit von 1930 bis 1933 arbeitete Barwinok als Sekretär des Allukrainischen Archäologischen Komitees, das alle archäologischen Arbeiten in der Ukraine koordinierte. 1937 wurde sein Sohn Boris, ein Brückeningenieur, vom NKWD, der sowjetischen Geheimpolizei, verhaftet; Barwinok hat ihn nie wieder gesehen. Dies war nicht der erste Fall von Repression gegen Wolodymyr Barwinoks Familie. Die Menschen, die ihm nahestanden, lebten in ständiger Angst vor Verhaftungen und Folter. Da Wolodymyr Barwinok sowohl im Russischen Reich als auch in der unabhängigen Ukraine auf höchster Ebene tätig war, war er ein verlockendes Ziel für die Sowjets, aber seine Bekanntheit in zahlreichen wissenschaftlichen Kreisen machte es schwierig, ihn persönlich zu verhaften. Gegen Ende seines Lebens schrieb Barwinok über slawische und ukrainische Themen; viele seiner Werke wurden nie veröffentlicht. Er starb 1943 während der deutschen Besatzung von Kiew.

## Veröffentlichungen (Auswahl)
- «Стан Вітчизняної Церкви у 1903—1904 рр.» Церковні відомості. № 33-34 (Kiew 1909)
- «Православна Церква та її місія у 1903—1904 рр.» Місіонерський огляд. Кн. 9 (Kiew 1909)
- «Никифор Влеммід і його богословські твори» (Kiew 1909)
- «Час походження святкових величань і обраних псалмів в чині всеніччя» (Kiew 1910)
- «Никифор Влеммід і його твори» (Kiew 1911, магістерська дисертація)
- «Некролог і освітницько-літературна діяльність професора Київської духовної академії В. Ф. Певницького>» Церковні відомості. № 30-31 (Kiew 1911)
- «Стан старообрядництва у 1909 році» Церковні відомості. № 34. (Kiew 1911)
- «Про зображеннях святих апостолів Петра і Павла>». (Санкт-Петебург, 1912)
- «Святий рівноапостольний нязь Володимир» (Санкт-Петербург, 1912)
- «Щодо обов'язків государів на думку Никифора Влемміда>» (Кiew 1911)
- «Моральний символізм руського іконопису XVI—XVII» (Kiew 1912)
- «Давня боротьба росіян з німцями» (Petrograd 1915)
- «<Грюнвальдська битва — праобраз єднання слов'ян>» (Petrograd 1915)
- «Руські володарі у Галичині» (Petrograd 1915)
- «Обрання першоієрарха незалежних Церков» Віра та держава. (Kiew  1918)
- «Загальний огляд стародруків київських бібліотек» (Kiew 1924)
- «Огляд бібліографії церковно-слов'янських стародрукованих книг» (1925)
- «Роля балканських слов'ян в історії Візантії за IV-го Хрестового походу». (Kiew 1927)
- «Свенціцький. Іконопис Галицької України XV—XVI віків». (Львів, 1928)[5]
- «До історії друкарні Києво-Печерської Лаври» Бібліографічні замітки. (Kiew 1934)